# Huta Pungkut Julu
Huta Pungkut Julu is een bestuurslaag in het regentschap Mandailing Natal van de provincie Noord-Sumatra, Indonesië. Huta Pungkut Julu telt 2362 inwoners (volkstelling 2010).